# Саммерсвилл (Западная Виргиния)
Саммерсвилл (англ. Summersville) — город в штате Западная Виргиния, США. Он является административным центром округа Николас. В 2010 году в городе проживало 3572 человека.

## Географическое положение
Саммерсвилл находится в центре штата Западная Виргиния и является административным центром округа Николас. Город расположен на реке Голей, которая из-за дамбы образует озеро Саммерсвилл (площадь — 11 км²). По данным Бюро переписи населения США город Саммерсвилл имеет общую площадь в 11,03 квадратных километров, из которых 10,93 кв. километров занимает земля и 0,10 кв. километров — вода. Во время развития автомагистралей в Аппалачах через Саммерсвилл был проложен «коридор L» (US 19) от I-79 до I-77

### Климат
По классификации климатов Кёппена климат Саммерсвилла относится к морскому климату западного побережья (Cfb). Среднее годовое количество осадков — 1204 мм. Средняя температура в году — 10,5 °C, самый тёплый месяц — июль (средняя температура 21,3 °C), самый холодный — январь (средняя температура -1,4 °C).

## История

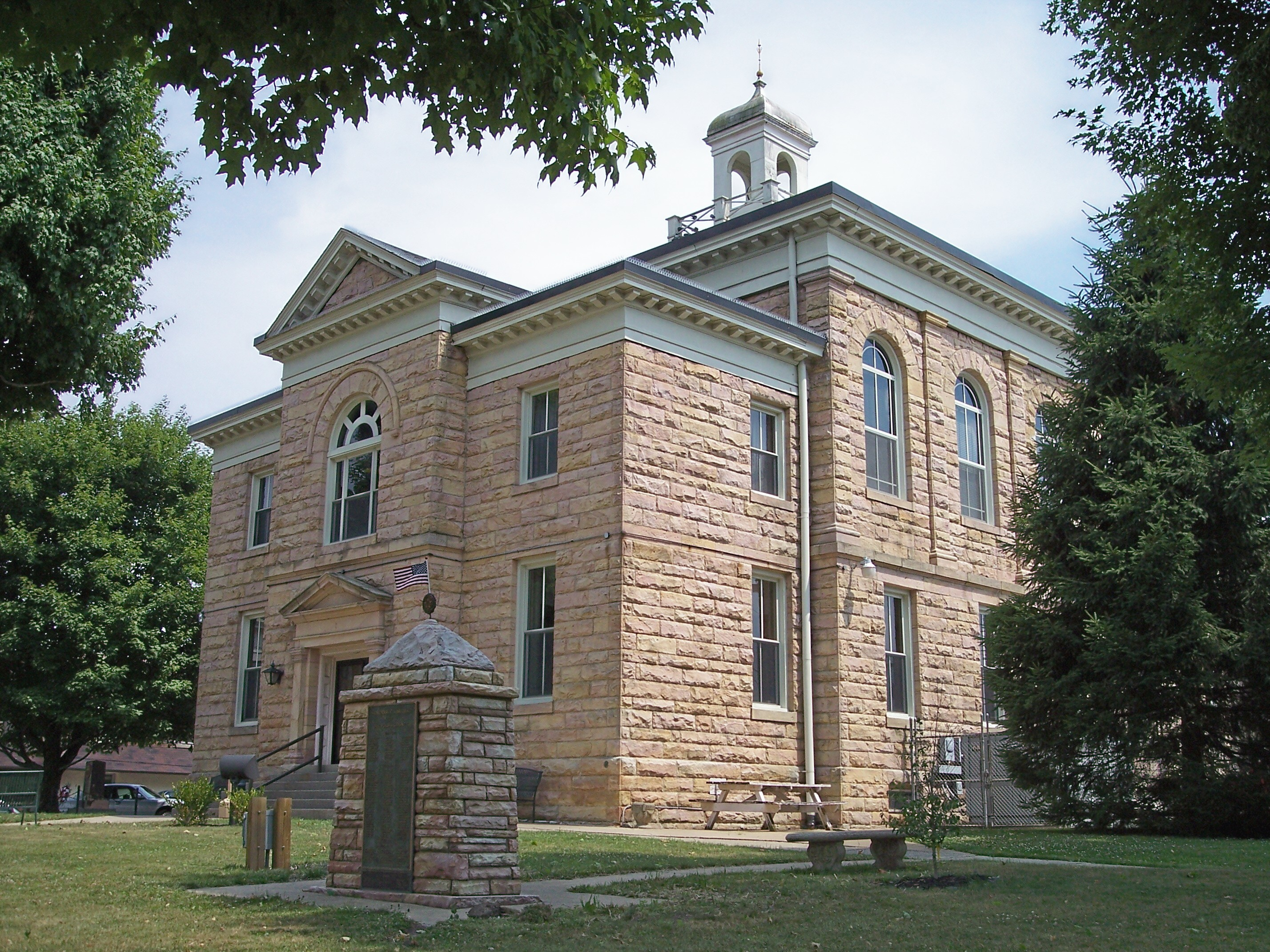
Здание окружного суда Николаса

Округ Николас был создан в 1818 году. Территория, на которой расположен современный Саммерсвилл, была отдана Джону Хамильтону для основания города-окружного центра. Город был создан около 1820 года и инкорпарирован в 1860 году. Саммерсвилл был назван в честь судьи Левиса Саммерса, который представил в Генеральной ассамблее Виргинии проект по созданию округа Николас. Первое здание окружного суда было служило до 1898 года, когда было построено современное каменное здание. Саммерсвилл был важным объектом во время Гражданской войны, он захватывался обеими сторонами и был сильно разрушен.

## Население
По данным переписи 2010 года население Саммерсвилла составляло 3572 человека (из них 46,8 % мужчин и 53,2 % женщин), 1640 домашних хозяйств и 974 семьи. Расовый состав: белые — 97,4 %, афроамериканцы — 0,4 %, коренные американцы — 0,3 % и представители двух и более рас — 0,7 %.
Из 1640 домашних хозяйств 42,1 % представляли собой совместно проживающие супружеские пары (13,7 % с детьми младше 18 лет), в 13,6 % семей женщины проживали без мужей, в 3,7 % семей мужчины проживали без жён, 40,6 % не имели семьи. В среднем домашнее хозяйство ведут 2,14 человек, а средний размер семьи — 2,77 человека.
Население города по возрастному диапазону по данным переписи 2010 года распределилось следующим образом: 20,4 % — жители младше 18 лет, 2,5 % — между 18 и 21 годами, 59,1 % — от 21 до 65 лет и 17,1 % — в возрасте 65 лет и старше. Средний возраст населения — 43,0 года.
В 2014 году медианный доход на семью оценивался в 59 115 $, на домашнее хозяйство — в 32 981 $. Доход на душу населения — 25 253 $.
Динамика численности населения:
|  |